# Laura López
Laura López, född den 24 april 1988 i Valladolid, Spanien, är en spansk konstsimmare.
Hon tog OS-silver i lagtävlingen i konstsim i samband med de olympiska konstsimstävlingarna 2008 i Peking.